# Horst Wessel (1907-1930)
Horst Wessel (Bielefeld, 9 september 1907 – Berlijn, 23 februari 1930) was een Duitse student en SA-propagandist die bekend werd als de schrijver van de tekst van het Horst Wessellied dat na zijn dood de officiële partijhymne werd van de NSDAP, de nazipartij van Hitler.
De ouders van Wessel waren keizersgezind en zijn vader was een luthers geestelijke. Horst Wessel studeerde twee jaar rechten, waarna hij in 1926 toetrad tot de NSDAP. Vanaf 1929 was hij SA-Sturmführer in Berlijn. 
Horst Wessel stierf op 23 februari 1930 in het ziekenhuis aan bloedvergiftiging, nadat hij op 17 januari door communisten was neergeschoten bij een ruzie over geld. Een communistisch doodseskader belde bij Wessel aan en schoot hem vervolgens van dichtbij neer. Mogelijk speelde ook vergelding van de moord op een jonge communist in Berlijn diezelfde dag een rol. Volgens sommigen was de voormalige pooier van Wessels vriendin, een voormalige prostituee, bij de aanval aanwezig. Volgens het Berlijnse politiedossier echter, bleek Wessel een grote huurschuld te hebben en had zijn hospita een 'proletarische afrekening' georganiseerd die uit de hand was gelopen. De nazi's, met name Joseph Goebbels, maakten hem vervolgens tot martelaar voor de NSDAP. De overledene werd gepresenteerd als een echte held uit het volk. 

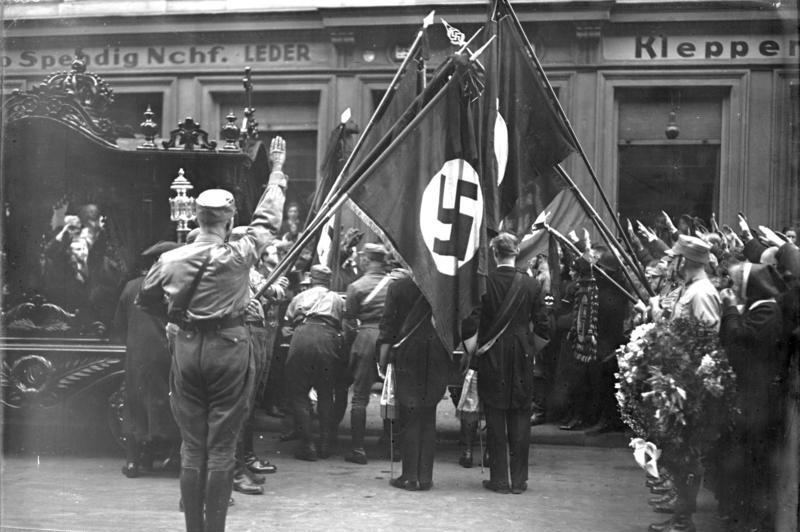
Uitvaart van Horst Wessel

De begrafenisceremonie was bijzonder groots opgezet en kreeg veel aandacht. Kosten noch moeite werden gespaard om de nieuwe partijheld als lichtend voorbeeld voor te houden aan het Duitse volk. Naar schatting 500-1000 man politie was te voet en te paard aanwezig om de ceremonie te beschermen. Er wordt wel gedacht dat demonstranten zich buitengewoon fel tegen de stoet keerden. Dit is onjuist; de hierbij vaak genoemde beelden zijn afkomstig uit de propagandafilm Hans Westmar uit 1933.
De moordenaar, Albrecht Höhler, trachtte naar Praag te vluchten, maar keerde terug naar Berlijn en werd alsnog gearresteerd, berecht en veroordeeld tot 6 jaar gevangenisstraf. In 1933 namen de inmiddels aan de macht gekomen nazi´s wraak, haalden hem uit de gevangenis en lieten hem op 20 september 1933 in een bos bij Frankfurt aan de Oder doodschieten.